# Märt Israel
Märt Israel, né le 23 septembre 1983 à Karksi-Nuia, est un athlète estonien, spécialiste du lancer du disque.

## Carrière
Il remporte la médaille d'or avec 64,07 m lors de l'Universiade d'été 2011 à Shenzhen.
Son meilleur lancer est de 66,98 m réalisé à Chula Vista en Californie, le 12 mai 2011.

## Palmarès
| Date | Compétition                   | Lieu     | Résultat | Marque  |
| ---- | ----------------------------- | -------- | -------- | ------- |
| 2002 | Championnats du monde juniors | Kingston | 7e       | 59,43 m |
| 2007 | Universiade                   | Bangkok  | 3e       | 60,32 m |
| 2011 | Universiade                   | Shenzhen | 1er      | 64,07 m |
| 2011 | Championnats du monde         | Daegu    | 4e       | 65,20 m |

## Records
| Épreuve | Temps   | Lieu        | Date        |
| ------- | ------- | ----------- | ----------- |
| Disque  | 66,98 m | Chula Vista | 12 mai 2011 |